# بيتر هيويت هير
بيتر هيويت هير (بالإنجليزية: Peter Hewitt Hare)‏ هو فيلسوف وأستاذ جامعي أمريكي، ولد في 12 مارس 1935 في نيويورك في الولايات المتحدة، وتوفي في 3 يناير 2008.